# 空が落ちてくる
「空が落ちてくる」（そらがおちてくる、原題：I Feel the Earth Move）は、ポップシンガー、ソングライターのキャロル・キングの1971年の2ndアルバム『つづれおり』収録の楽曲、及び同曲を収録したシングル。1971年4月16日に「イッツ・トゥー・レイト」とのカップリングで、シングルとしてリリースされた。

## 解説
アルバム『つづれおり』のオープニングを飾る、この「空が落ちてくる」は、キングが作詞・作曲を手がけている。
レコード会社は、最初のシングルのA面にはアップビートのこの曲を選んだ。当初ラジオでのオンエアではメインだったが、その後、 ディスクジョッキーとリスナーはB面に収められたマイナー調の「イッツ・トゥー・レイト」を好むようになり、しばらくの間はどちらの曲もオンエアされていたが、最終的には「イッツ～」がメインになった。実際、当時のビルボード・ホット100と異なり、楽曲ごとにヒットの状況を追跡するキャッシュ・ボックス・シングル・チャートでは「イッツ～」は4週間1位を記録したが、この曲がチャートインすることはなかった。
ビルボード・ホット100では5月8日付で「イッツ～」が初登場84位でチャートインし、6月19日付から5週間連続で1位を記録、アダルトコンテンポラリーチャートでも1位となった。なお6月12日付チャートからこのシングルをダブルA面としたことから、ともにナンバーワンヒットになったと見なされている。1971年の年間チャートでも第3位にランクされた。また、英国では最高で6位となった。
なお「イッツ・トゥー・レイト」とともにRIAAによって365曲の世紀の歌の213番にランクされている 。

## 批評
ジョン・ランドーがローリング・ストーン誌に寄稿した『つづれおり』のレビューでは、この曲でのキングの声を「卑猥」「憂鬱」「過酷」「慰撫」と変化し、最後は曲のメロディーがサビに向かって発展していく様子と呼応している、と賞賛しており、リフレインのメロディーを「かなりポップなライン」と表現している。さらに40年後のローリング・ストーン誌は、キングの「温かく、真剣な歌唱」がこの曲に「素朴な喜び」をもたらしたと述べている。
音楽ジャーナリストのハーヴェイ・クバーニックは「アルバムの中でおそらく最も性的に攻撃的な曲」であり、「穏やかな告白」というムードが大半を占めるアルバムの「勇敢な」開幕であると書いている。
オールミュージックの評論家スチュワート・メイソンはこの曲を「究極のヒッピー的なエロティシズム」と評し、「穏やかな口調の女子大生たちの性欲を解き放ったような音」と書いている。また、この曲の成功の要因として「ピアノを中心としたグルーヴ感」と「キングのボーカル」によるものだとしている 。
作家のジェームズ・ペローネは、歌詞と音楽が一体となっている点を評価している。その一例として、キングが "tumbling down" と歌うメロディーのシンコペーションの リズムを挙げている。このリズムは、"tumbling" という言葉の最初ではなく最後にアクセントを置くことで、"音楽的には転げ落ちるような感覚 "を生み出している。また速いテンポにより恋人の近くにいることに興奮している歌手の気持ちが聴き手に伝わり、歌詞にも性的な緊張感が込められていることを指摘している。さらにプロデューサーのルー・アドラーがキングのピアノ演奏をミックスの中で強調したことで、ギターをベースにしたシンガーソングライターとしてのキングの前作とは異なる雰囲気を醸し出したことが、この曲の成功の一因であるとしている。

## パーソネル
- キャロル・キング – キーボード 、 ボーカル
- ダニー・クーチ – エレキギター
- チャールズ・ラーキー – エレクトリックベース
- ジョエル・オブライエン – ドラム

## カバー
- 1990年にビッグ・ファンがカバー・ヴァージョンを録音し、アルバム『ポケットいっぱいの夢』に収録した。
- 2013年にワーナー・ミュージックのシリーズ「The Live Room」のパフォーマンスのために、 シャインダウンがヘンソン・レコーディング・スタジオでこの曲をライブ録音した。[9]
- 2015年にこの曲はアメリカのテレビシリーズ『グリー』のシーズン6エピソード3「教育方針の違い」でナヤ・リヴェラとヘザー・モリスによってカバーされた 。
- 2018年、GLIM SPANKYはシングル「愚か者たち」にこの曲のカバーを収録した。[10]
- キャロル・キングは『ギルモア・ガールズ: ア・イヤー・イン・ザ・ライフ』のエピソード3「夏」でリカーリング・キャラクターのソフィー・ブルームを演じながら、この歌を簡単にカバーした。

## マルティカのカバー・バージョン
1989年夏にマルティカのセルフ・タイトルのデビューアルバム『マルティカ』から、大ヒット曲「トイ・ソルジャー」に続く3枚目のシングルとしてリリースされた。英国で7位、オーストラリアでは2位となった。シングルは米国のポップチャートでも25位に達したが、1989年のサンフランシスコ大地震の影響でラジオ局がプレイリストから外したため、すぐにチャートから脱落した。ミュージックビデオは、このアルバムのプロモーションツアー中に撮影された。

## 収録曲
| #  | タイトル                                                                       | 作詞                                             | 作曲                                             | 時間 |
| -- | ------------------------------------------------------------------------------ | ------------------------------------------------ | ------------------------------------------------ | ---- |
| 1. | 「空が落ちてくる」                                                             | キャロル・キング                                 | キャロル・キング                                 | 4:12 |
| 2. | 「キエロ・エントレガルテ・ミ・アモール」(「More Than You Know」のスペイン語版) | マルティカ, マイケル・ジェイ, マーヴィン・モロー | マルティカ, マイケル・ジェイ, マーヴィン・モロー | 4:12 |

## その他の使われ方
- キャロル・キング・バージョンの最初の22秒はオレゴン州ポートランドにあるオレゴン科学産業博物館 （OMSI）の地震室展示に使用されている。
- この曲の歌詞はロバート・ウィルソン (Robert Wilson (director))のオペラ「浜辺のアインシュタイン」のAct IIIの「裁判/刑務所」シーンで参照されている。
- ロレッタ・スウィットはマペット・ショーのシーズン5のエピソード「サンアンドレアスの断層に対する敬礼」でこの曲のカバーを演じている。
- フィッシュは複数の即興ジャムで曲をからかっている。 [11]
- この曲は映画「大都市のスローダンシング」の中でよく言及されているが、サウンドトラックには登場していない。
- 2001年に日本でトヨタ・RAV4コマーシャルに使用された。
- 合唱リフレインとタイトルの同名は、 アモン・アマースの「ぼろぼろの旗と血まみれの旗」のリフレインとそれに付随するバリエーションまたはメロディーで使用されている。「地球は私たちの足の下で動き、空はひざに震えています（...）震えています」。コーラス全体はオリジナルのコーラスをメロディー的に再解釈したものである。メロディは同じバンドのトラック「 For Victory or Death 」で再利用されている。
- 最初の47秒は、ドキュメンタリーBatas Militar （1997）ので使用された。
- リア・アンドレオンのバージョンのこの曲は1997年の映画『スピード2』で使用された。